# Ondřej Kocián
Ondřej Kocián (* 20. březen 1991, Praha) je bývalý český profesionální hokejový brankář. Je odchovancem HC Sparta Praha. V seniorských soutěžích odchytal v letech 2011–2015 celkem 19 utkání v první lize a 81 utkání ve druhé lize, většinu za LHK Jestřábi Prostějov. Během zápasu KHL v listopadu 2012 vystřídal na čtyři minuty v brance týmu HC Lev Praha Jakuba Štěpánka, který měl po zásahu pukem problém s maskou.

## Kluby podle sezón
- 2005/2006–2007/2008 HC Sparta Praha (dorost)
- 2008/2009–2011/2012 HC Sparta Praha (junioři)
- 2011/2012 HC Nymburk (2. liga)
- 2012/2013 HC Lev Praha (KHL), HC Stadion Litoměřice (1. liga), HC Kobra Praha (2. liga)
- 2013/2014 LHK Jestřábi Prostějov (2. liga)
- 2014/2015 LHK Jestřábi Prostějov (1. liga)